# خوزه گارسیا کالوو
خوزه گارسیا کالوو (اسپانیایی: José García Calvo‎؛ زادهٔ ۱ آوریل ۱۹۷۵) یک بازیکن فوتبال اهل اسپانیا است.
از باشگاه‌هایی که در آن بازی کرده‌است می‌توان به رئال مادرید کاستیا، باشگاه فوتبال رئال مادرید، رئال وایادولید، و اتلتیکو مادرید، باشگاه فوتبال رئال مادرید سی و تیم ملی فوتبال اسپانیا اشاره کرد.